# Сармашел-Гара (Муреш)
Сармашел-Гара (рум. Sărmășel-Gară) насеље је у Румунији у округу Муреш у општини Сармашу. Oпштина се налази на надморској висини од 331 m.

## Становништво
Према подацима из 2002. године у насељу је живело 763 становника.

### Попис2002.
| Расподела становништва по националности 2002.‍ | Расподела становништва по националности 2002.‍ | Расподела становништва по националности 2002.‍ | Расподела становништва по националности 2002.‍ | Расподела становништва по националности 2002.‍ |
| --------------------------------------------- | --------------------------------------------- | --------------------------------------------- | --------------------------------------------- | --------------------------------------------- |
|                                               |                                               |                                               |                                               |                                               |
| Румуни                                        | Румуни                                        |                                               | 602                                           | 78,9%                                         |
| Мађари                                        | Мађари                                        |                                               | 82                                            | 10,7%                                         |
| Роми                                          | Роми                                          |                                               | 79                                            | 10,4%                                         |